# Provolone del Monaco
Il Provolone del Monaco è un formaggio ottenuto dalla lavorazione del latte della vacca agerolese.

## Etimologia
Il nome deriva dalla mantella che i casari provenienti dalla penisola sorrentina che sbarcavano con i loro prodotti nel porto di Napoli indossavano per ripararsi dal freddo.

## Storia[2]
Il Provolone del Monaco si produce dal 1700 circa, quando alcuni pastori che vivevano sul Vomero, area allora agricola nei dintorni di Napoli, dovettero trasferirsi a causa dell'espansione urbana. Alcune famiglie decisero di trasferirsi sui Monti Lattari e iniziarono a sfruttare gli ampi pascoli della zona, producendo formaggio, in particolare caciocavallo.
Il principale mercato per la vendita del formaggio era Napoli e i pastori, coperti da pesanti e ingombranti mantelle, vennero soprannominati "monaci" e i loro caciocavalli, ricercati e apprezzati sulla piazza partenopea, divennero per tutti “i provoloni del monaco”.
Dal 2010 il Provolone del Monaco ottiene la Denominazione di Origine Protetta (DOP) a livello europeo con Regolamento UE 121/2010.

## Lavorazione[2]
Il "Provolone del Monaco" si ottiene riscaldando il latte per ottenere una cagliata maggiormente cotta rispetto alla produzione del caciocavallo tradizionale. La maturazione deve avvenire con lentezza, senza conservanti, né fermenti. Successivamente si passa alla modellatura, dando una forma particolare rispetto a quella solita, di melone leggermente allungato e senza testina. La stagionatura, dopo averlo salato e asciugato, può anche avvenire in grotta secondo il disciplinare di produzione, partendo da un minimo di sei mesi.
Secondo il disciplinare il Provolone del Monaco DOP può essere prodotto nei territori dei seguenti comuni della città metropolitana di Napoli:
- Agerola
- Casola di Napoli
- Castellammare di Stabia
- Gragnano
- Lettere
- Massa Lubrense
- Meta
- Piano di Sorrento
- Pimonte
- Sant'Agnello
- Sorrento
- Santa Maria la Carità
- Vico Equense